# Dagmar Hase
Dagmar Hase (Quedlinburg, 22 december 1969) is een voormalig internationaal topzwemster uit Duitsland, gespecialiseerd op de vrije slag, die in 1992 de gouden medaille won op de 400 meter vrije slag bij de Olympische Spelen in Barcelona. Bovendien behaalde ze twee zilveren medailles in de hoofdstad van Catalonië: op de individuele 200 meter rugslag en op de 4x100 meter wisselslag.
Drie jaar eerder, tijdens de Europese kampioenschappen van 1989 in Bonn, had de pupil van trainer-coach Bernd Henneberg haar internationale debuut al opgeluisterd met de titel op de 200 meter rugslag. Hase is van beroep reisagente.